# Bé comú
El bé comú o procomú és, en l'àmbit de la filosofia, l'economia i la ciència política, allò que és compartit i que és beneficiós per a tots o gran part dels membres d'una comunitat determinada, o, en alguns casos, allò que s'ha aconseguit per la ciutadania, ja sigui per acció col·lectiva o per la participació en l'acció política i el servei públic d'una comunitat determinada. El concepte difereix depenent de la doctrina filosòfica aplicada.
Ja a l'antiga Grècia filòsofs com Plató i Aristòtil van analitzar el concepte. Aristòtil ho entenia com allò que és de la comunitat i accessible només per aquesta, compartit individualment pels seus membres. El concepte de bé comú s'ha anat desenvolupant al llarg de la història gràcies a les reflexions de diversos polítics, teòrics, filòsofs i economistes, entre els quals destaquen Tomàs d'Aquino, Nicolau Maquiavel, John Locke, Jean-Jacques Rousseau, James Madison, Adam Smith, Karl Marx, John Stuart Mill, John Rawls.
En teoria econòmica contemporània es considera que un bé comú és un recurs compartit no excloent, mentre que el bé comú està més relacionat amb l'economia del benestar. Aquest benestar, pot estar relacionat amb una teoria moral del bé, com l'utilitarisme. La Teoria de l'elecció social intenta entendre els processos pels quals es pot assolir el bé comú en societat, mitjançant l'estudi de sistemes de presa de decisions col·lectives. Per altra banda, la Teoria de l'elecció pública aplica metodologies microeconòmiques per tal d'explicar com els interessos privats afecten l'activitat política i els resultats relacionats d'aquesta.

## Definició
El terme bé comú ha estat utilitzat de maneres molt diverses i escapa a una definició única. La majoria de definicions, però, es poden agrupar en dues famílies: substantives i de procediment. Segons les definicions més substantives, el bé comú és allò que és compartit i beneficiós per la majoria de membres d'una comunitat. Algunes definicions inclouen quins són els factors o valors beneficiosos. En canvi, les definicions més relacionades amb els procediments, formulen que el bé comú és el resultat de tot allò aconseguit mitjançant la participació col·lectiva i la formació d'un desig o voluntat compartida.

## Aproximació filosòfica i política
Fent servir diverses denominacions, el concepte de bé comú s'ha fet servir de manera recurrent al llarg de la història del pensament polític i filosòfic. Aristòtil ho descrivia com la idea de l'interès comú (to koinei sympheron, en grec) com la base per a distingir entre les institucions bones i les dolentes que seguien l'interès privat d'un petit grup de persones; Segles més tard, Tomàs d'Aquino va fer servir el terme (bonum commune, en llatí) per a defensar la finalitat de la llei i del govern, i John Locke va declarar que la pau, la seguretat, i el benestar públic de les persones són l'objectiu final de la societat política. Més endavant va argumentar que el benestar de la gent hauria de ser la llei suprema. Al seu torn, David Hume deia que les convencions socials eren adoptades per la gent en virtut de si servien o no a l'interès públic o comú. James Madison va escriure que el bé públic, comú o general, estava íntimament lligat a la justícia, que era la finalitat de qualsevol govern i societat; i Jean-Jacques Rousseau va entendre el terme (le bien commun, en francès) com l'objectiu final de la societat i de tot govern.
Encara que aquests pensadors van diferir significativament d'en què consistia el bé comú, i de quina manera un govern o estat l'hauria de promoure, tots acorden que el bé comú és l'objectiu final del govern, perquè beneficia al conjunt de ciutadans, i que cap govern hauria de caure en la perversió dels interessos especials o particulars, definits per Aristòtil com a interessos dels que manen, per Locke com a béns privats, per Madison i Hume com a parts interessades i per Rousseau com a voluntats particulars.

### Antiga Grècia

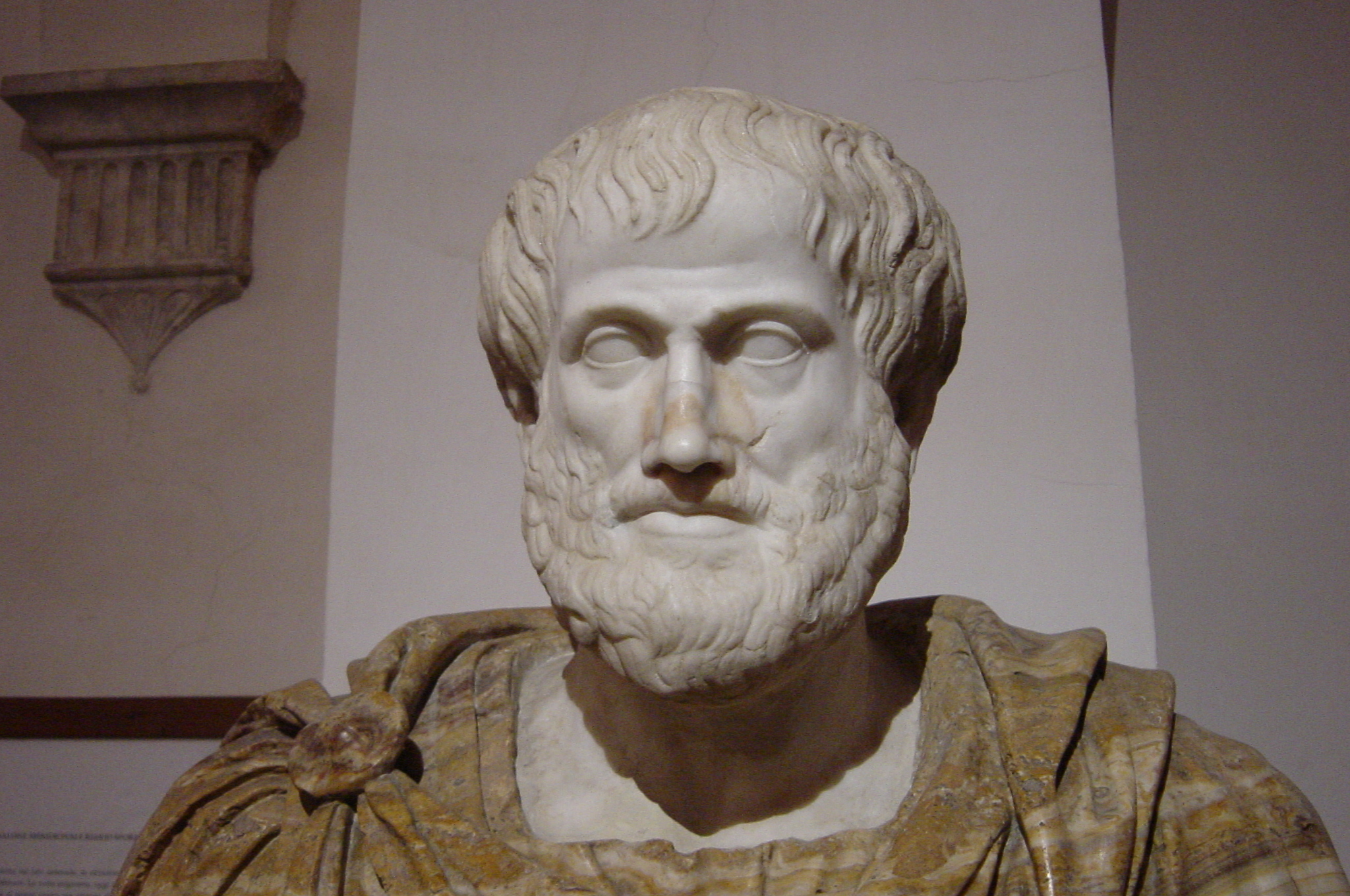
Bust d'Aristòtil conservat al Palazzo Altaemps, a Roma

Encara que la frase "bé comú" no apareix en textos de Plató, el filòsof grec indica repetidament que existeix un determinat objectiu comú tant a la política com a la societat. Per Plató, el millor ordre polític és aquell que millor promou l'harmonia social i un entorn de cooperació i amistat entre els grups socials diferents, cadascú beneficiant-se i aportant al bé comú. A La República, el personatge de Sòcrates sosté que el bé social més preuat és la cohesió i la unitat, que resulta de tenir sentiments compartits de plaer i dolor, que s'aconsegueixen quan tots els membres d'una societat són feliços o tristos pels mateixos èxits i fracassos.
Aristòtil, deixeble de Plató, és considerat per molts el pare de la idea del bé comú, ja que fa servir el concepte interès comú (to koinei sympheron, en grec) com la base per a distingir el bé del mal en les accions d'institucions públiques i per definir el conflicte d'interessos.
Per Aristòtil, el bé comú és constituït per la bondat dels individus, la voluntat de fer allò correcte i que està bé. Aquesta visió teològica, fer allò que està bé esdevé un dels objectius de la vida humana. Per Aristòtil té molt més valor el bé comú que el benefici individual, com s'explica a l'Ètica a Nicòmac. Una de les crítiques a les afirmacions d'Aristòtil és que es referia al bé comú pels ciutadans, però no per aquells que no eren considerats ciutadans (dones i esclaus, entre altres).

### Renaixement
Durant els segles xv i xvi, el bé comú va ser un dels temes destacats al pensament polític de la Florència Renaixentista. La idea va ocupar un rol central a la teoria de Nicolau Maquiavel. A la seva obra El príncep, Maquiavel argumenta en una vena processal que assegurar el bé comú depèn de l'existència de ciutadans virtuosos. De fet, desenvolupa la idea de virtù per denotar la qualitat de promoure el bé comú, sigui mitjançant l'acció política o fins i tot militar. En treballs posteriors, Maquiavel diferencia entre bene commune (bé comú) i comune utilità (utilitat comuna), on el segon terme es refereix més al benestar social del conjunt de la població. En els passatges clau dels Discursos sobre Livi, indica que aquest bé comú (comune utilità) es relaciona amb un mode de vida lliure, però no és exactament el mateix. En la resta de Discursos, argumenta que la llibertat, la seguretat i la dignitat són elements bàsics per obtenir el bé comú, així com la propietat i la família. Més enllà, el bé comú aporta benestar, salut, prosperitat econòmica, seguretat, diversió i bona vida. Cal destacar, però, que tot i que Maquiavel relaciona el bé comú amb la llibertat, no ho fa amb la llibertat política, ja que argumenta que el bé comú pot ser gestionat per governants autocràtics, i posa com a exemple a fundadors de regnes i antigues repúbliques com Moisès, Licurg, Soló i Ròmul, els quals van governar donant preferència a la communie utilità abans que a l'interès personal.

### Seglexviii

Jean-Jacques Rousseau

Al Contracte Social de Jean-Jacques Rousseau, escrit a mitjans del segle xviii, l'autor argumenta que la societat només pot funcionar des del moment que els individus tenen interessos en comú, i que l'objectiu final de qualsevol Estat és la realització del bé comú. Postula que el bé comú només pot ser identificat i implementat per la voluntat d'una comunitat política, definida com a sobirana. Rousseau diferencia però entre l'interès comú i l'interès de tothom, que no és més que la suma d'interessos particulars. La recerca del bé comú, habilita l'estat per actuar com a comunitat moral.
Amb l'empirisme anglès i l'evolució del liberalisme polític, el concepte de bé comú es manté però progressivament es van assumint d'altres drets, com el de propietat privada. Es comença a parlar més de l'interès general, un concepte més lligat al context de l'època, ja que bé comú té una major càrrega ètica i metafísica.
Al seu torn, Adam Smith argumenta a la seva famosa obra La riquesa de les nacions, el primer teorema sobre l'economia del benestar: que la mà invisible de la competència del mercat converteix l'interès individual en interès comú. Smith argumenta que en un sistema de llibertat natural, un sistema econòmic que permet que els ciutadans persegueixin els seus interessos en una competència lliure i un marc legal comú, acaba resultat en un mercat auto-regulat i econòmicament pròsper, generant riquesa per la majoria de persones. Defensa que eliminar les restriccions pel que fa a preus, salaris i aranzels faria créixer el bé comú, mitjançant una "opulència universal que s'estendria cap a les caps més populars de la societat", mitjançant un sistema de preus baixos i millors productes, de manera progressiva.

### Segle XX
John Rawls defineix el bé comú com aquelles condicions generals que...asseguren el benefici igualitari per a tothom. En la seva Theory of Justice, Rawls postula per un principi de reconciliació entre equitat i llibertat, aplicant a una estructura bàsica de societat estructurada, del qual definirà les condicions generals. Partint de la creació d'un dispositiu artificial anomenat la Posició original, Rawls defensa la creació de dos principis de justícia, creant tot un sistema que intenta defensar els menys afavorits. Reclama doncs que els partits haurien d'assolir aquesta posició original i definir drets i deures, regulant els avantatges socials i econòmics de la societat des d'una posició neutral.
Per altra banda Rudolf Rocker va defensar "un desenvolupament lliure i sense traves de totes les forces individuals i socials de la vida". Rocker delineava una tradició anarquista que va culminar amb l'anarcosindicalisme: en termes europeus, una branca del "socialisme llibertari". Segons Rocker, no cercava un sistema social fix, tancat,s sinó una tendència humana que vol fer realitat els ideals de la Il·lustració.
L'acceptació contemporània que els drets de l'home són inalienables i inviolables ha fet que, actualment, la idea de bé comú hagi de tenir en compte els drets individuals de la persona, com la justícia i la llibertat. Això fa que es convidi a promoure el bé comú des del bé particular, però sense oblidar aquest.

## Aproximació econòmica
En l'escola acadèmica de la «nova economia institucional», els termes bé privat, bé públic, bé comú i recurs d'ús comú es diferencien per la possibilitat de gaudir-se per diverses persones a la vegada (la rivalitat) i la possibilitat d'excloure persones del seu ús (l'exclusió). Un bé públic «pur» és un bé que no té rivalitat ni és excloent. En canvi, els recursos comuns tot i tenir una baixa exclusió, presenten una alta rivalitat. La tipologia de béns es pot il·lustrar en una taula segons els factors de rivalitat i exclusió:
|                 | Excloent                                                      | No excloent                                   |
| Amb rivalitat   | béns privats menjar, roba, automòbils...                      | Recursos compartits bancs de peixos, carbó... |
| Sense rivalitat | béns compartits cines, parcs privats, televisió per satèl·lit | béns públics aire, ones de radio...           |

El camp de l'economia del benestar estudia el benestar de la societat. L'aproximació comença amb l'especificació de la funció del benestar social, sovint relacionada amb una teoria de l'ètica. Un benestar social utilitari bascula intentant que tots els individus siguin tractats per igual, mentre que una visió Rawsliana considerarà només el benestar social necessari pels més desfavorits.
La teoria econòmica neoclàssica proveu dos apropaments contraris per reflexionar sobre la gènesi del bé comú. Per una banda, el bé comú sorgeix a causa dels beneficis socials obtinguts amb la cooperació entre individus. Un exemple d'això seria el dilema del presoner, que ensenya com la cooperació pot resultar en millors resultats de benestar per a tothom, i com pot ser de difícil assolir-la. D'altra banda, la teoria econòmica clàssica apunta als beneficis resultants de la competició en un sistema de mercat. Adam Smith ho va definir com la mà invisible, on el mecanisme d'un mercat converteix els interessos privats dels individus en millores per a la societat. Aquest punt de vista va ser formalitzat al Primer Teorema de l'Economia del Benestar. Tot i això, la teoria econòmica també apunta als fracassos de mercat, incloent la no provisió de béns públics i el fracàs d'individus a l'hora d'internalitzar les externalitats. A causa d'aquests factors, el comportament purament motivat pels interessos personals sovint xoca amb el bé comú.

## Aproximació social

### Teoria d'elecció social
La Teoria d'elecció social estudia els sistemes de preses de decisions col·lectives. El teorema d'impossibilitat d'Arrow, declara que cap mecanisme d'agregació de veus individuals pot transformar-les de manera consistent en una opinió col·lectiva. Per altra banda, el Teorema de Gibbard-Satterthwaite vol demostrar que els sistemes de votació no dictatorial són inevitablement subjectes a una manipulació estratègica dels resultats.
Al seu torn, William Riker explica la interpretació de l'elecció pública segons la teoria d'elecció social, argumentant que el teorema d'Arrow ens força a dubtar del potencial del benestar social, i convida a dubtar del concepte mateix d'interès comú. En canvi, Riker defensa una visió liberal de la democràcia, centrada en la figura de revisions constitucionals al govern. D'altres investigadors com Buchanan i Tullock han desenvolupat aquesta idea al seu llibre The Calculus of Consent.
Anàlisis més recents en aquest camp han demostrat que la impossibilitat d'Arrows pot ser obviada amb un cost normatiu molt baix o inexistent. Amartya Sen, per exemple, argumenta que tot un rang de mecanismes d'elecció nous poden sorgir. També algunes de les proclames empíriques de Riker han sigut refutades.

### Teoria d'elecció pública
La Teoria de l'elecció pública aplica metodologia de la microeconomia a l'estudi de la ciència política per tal d'explicar com els interessos privats informen activitats polítiques. Mentre que l'economia del benestar sol assumir l'interès públic a l'hora de fer polítiques públiques, l'elecció pública adopta perspectives d'interessos privats a l'hora d'analitzar com els interessos privats afecten l'activitat política i els resultats relacionats d'aquesta. Es detecten llavors desviacions del bé comú amb activitats com lloguers o similars. A The Logic of Collective Action, Mancur Olson argumenta que els béns públics tendeixen a quedar desproveïts degut als incentius dels individus al free-riding.
Anthony Downs proporcionà una aplicació d'aquesta lògica a la teoria de votar, identificant la paradoxa del vot on individus racionals prefereixen abstenir-se d'una votació, quan el seu cost marginal excedeix el marge de benefici privat. Downs argumenta que els votants prefereixen romandre desinformats, degut a la ignorància racional. En canvi, l'estudi d'Elinor Ostrom sobre els esquemes de regulació de les propietats compartides va permetre descobrir sistema per sobreviure a la tragèdia dels comuns.

## Aproximació teològica

### Catolicisme
Una de les referències més primerenques en literatura cristiana en referència al concepte de bé comú es troba en l'Epístola de Bernabé: "No visqueu enterament aïllats (...) i en comptes d'això busqueu el bé comú" El concepte és molt present també a l'obra d'Agustí d'Hipona La ciutat de Déu. En el llibre XIX, el locus principal d'Agustí d'Hipona es basa en la qüestió: és la bona vida social? En altres paraules, és el benestar humà trobat en la bondat de tota la societat, en el bé comú?
Més endavant Tomàs d'Aquino, influït per Aristòtil, va desenvolupar les idees d'Hipona, fins al punt que la seva concepció del bé comú va esdevenir un estàndard en la teologia moral catòlica romana. El concepte va esdevenir un tema central en l'educació social catòlica, començant pel seu document fundacional, el Rerum novarum, una encíclica signada per Lleó XIII, publicada el 1891. Aquesta carta parlava de les condicions dels treballadors industrials a l'Europa del segle xix i trobava un punt entremig del socialisme i el capitalisme laissez-faire. Lleó garantia el concepte de propietat privada mentre que reclamava el rol d'una negociació col·lectiva per establir un nou salari base. Joan Pau II també analitza el concepte en diverses encícliques, com Pacem in Terris (1963) on el defineix com “el conjunt d'aquelles condicions socials que consenten i afavoreixen, en els éssers humans, el desenvolupament integral de llur persona”. Al Concili Vaticà II també es va tractar aquesta temàtica, recollida a Gaudium et Spes (1965). Un altre document pertinent és Veritatis Esplendor, una altra encíclica de Joan Pau II de 1993 que volia combatre la relaxació de normes morals i la corrupció política. En aquesta carta, Joan Pau II descriu les característiques i virtuts que el lideratge polític hauria de requerir, les quals són la confiança, honradesa, justícia, Temprança i solidaritat.

### Confucianisme
La idea del bé comú juga un rol al confucianisme polític, on la gran part d'interpretacions detecten la importància de la subordinació de l'individu davant del grup o dels interessos col·lectius o com a mínim, la creixen relació entre els interessos de l'individu i del grup.

### Islam
A l'islam polític, molts pensadors moderns han identificat concepcions del bé comú relacionats amb la Sharia, o llei divina. Aquests fonaments o principis universals estan relacionats amb els objectius de la Shari'a (maqāṣid al-sharī‘a), incloent els conceptes de bé comú o interès públic (maṣlaḥa ‘āmma)

## Crítiques
Segons Karl Popper, la percepció platònica del bé comú és utòpica, ja que demanda una societat i un govern ideal (fort i centralitzat) i un nombre petit de persones (reis filòsofs) governants, benevolents però implacables, no interessats en el benefici propi sinó de la ciutadania o la comunitat.
Al seu torn, Jacques Maritain, fa una crítica al concepte de bé comú relacionant-lo amb el materialisme individualista de l'anarquisme, on els deures de la ciutat són limitats, però finalment els forts acaben oprimint els febles. Popper critica Plató dient que no hi ha una manera racional d'esbrinar quina és la societat ideal i, per tant, no podem esbrinar quins són els millors mètodes per arribar-hi.